# Pasanggar
Pasanggar is een bestuurslaag in het regentschap Pamekasan van de provincie Oost-Java, Indonesië. Pasanggar telt 9362 inwoners (volkstelling 2010).